# Hydrodynastes gigas

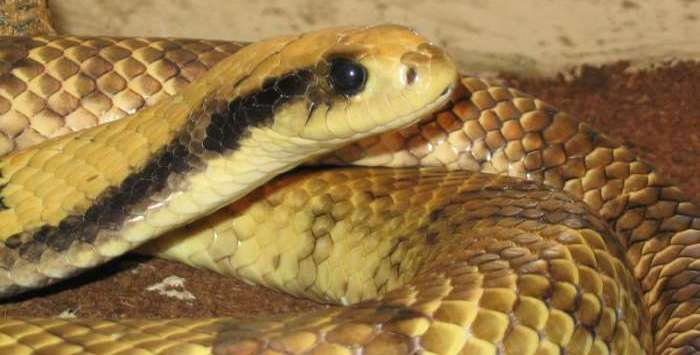
Ñakanina.

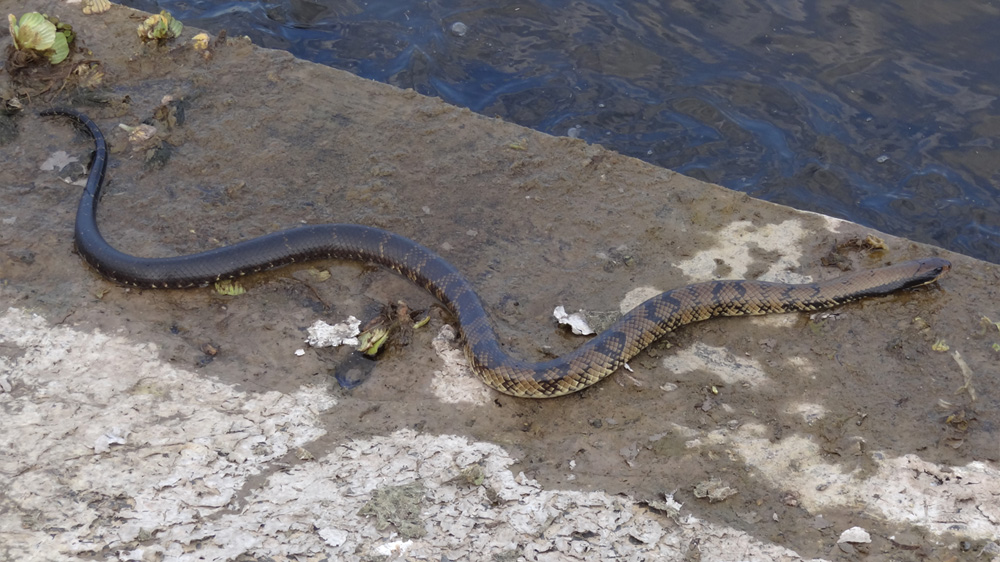
Ñacaniná en el Bañado la Estrella, provincia de Formosa, Argentina.

La ñacaniná (Hydrodynastes gigas) es una especie de serpiente grande de la familia Colubridae endémica de América del Sur. No tiene subespecies reconocidas.

## Nombres comunes
En los países hispanohablantes, es denoninada comúnmente «ñacanina», «ñacaniná», o «yacaniná»; del guaraní ñakanina (“cabeza alerta”). En Brasil, boipevaçu, del tupí-guaraní mboipe guasu (“gran serpiente chata”).

## Distribución y Hábitat
Habita las zonas de ríos, pantanos, lagunas, bañados y arroyos de Argentina, Brasil, Bolivia, Guyana Francesa, Paraguay, Uruguay y Venezuela.

## Alimentación
Se alimenta de presas vivas, consume principalmente roedores, peces y anfibios en concordancia con su hábitat. En su búsqueda de alimento, estas culebras de hábitos diurnos inspeccionan el medio con la lengua en busca de presas. Una vez localizadas tiene dos modos de atraparlas, si es pequeña simplemente la muerde y comienza a tragarla entera; si su tamaño es mayor, la apresan con los colmillos al tiempo que la muerden; incluso, si la resistencia es muy grande, pueden introducirse en el agua para ahogarla.
Una ñacanina adulta puede medir hasta 3 metros.  Se encuentran con pigmentación de la piel en colores negro, parduzco u ocre.

## Comportamiento
H. gigas es principalmente una especie diurna. También es una serpiente muy activa e inquisitiva, que pasará gran parte del día trepando, excavando e incluso nadando. Sus temperamentos pueden variar considerablemente entre especímenes; algunos son muy dóciles y reacios a morder, mientras que otros son muy defensivos e incluso agresivos o intimidantes. Los especímenes criados en cautividad pueden volverse bastante dóciles y confiados y muchos exhiben un alto nivel de inteligencia.